# 马桥镇 (永城市)
马桥镇，是中华人民共和国河南省商丘市永城市下辖的一个乡镇级行政单位。

## 行政区划
马桥镇下辖以下地区：
马北村、陈庄村、朱庄村、田楼村、唐庄村、武庄村、铁塔村、候寨村、王庄村、桐沟村、刘楼村、马彭村、孙庄村、常集村、洪沟村、王桥村、小苏庄村、陈湾村、郭庄村、洪寺村、闫庙村、沈楼村、庞楼村、马南村、梅庙村、马庄村、李庄村、何庄村、翟楼村和郑庄村。